# Darko Miličić
Darko Miličić (em sérvio:  Дарко Миличић) (Novi Sad, 20 de junho de 1985) é um ex-basquetebolista profissional sérvio. O atleta que jogava na posição pivô, possui 2,13m de altura e pesa 125kg. 
Por suas horríveis médias de 6.0 pontos por jogo na carreira,e considerado um dos maiores Busts da NBA nos últimos 20 anos

## Estatísticas na NBA

### Temporada regular
| Ano     | Equipe    | PJ  | PT  | MPP  | %TC  | %3P  | %TL  | RPP | APP | ROB | TPP | PPP |
| ------- | --------- | --- | --- | ---- | ---- | ---- | ---- | --- | --- | --- | --- | --- |
| 2003–04 | Detroit   | 34  | 0   | 4.7  | .262 | .000 | .583 | 1.3 | .2  | .2  | .4  | 1.4 |
| 2004–05 | Detroit   | 37  | 2   | 6.9  | .329 | .000 | .708 | 1.2 | .2  | .1  | .5  | 1.8 |
| 2005–06 | Detroit   | 25  | 0   | 5.6  | .515 | .000 | .375 | 1.1 | .4  | .1  | .6  | 1.5 |
| 2005–06 | Orlando   | 30  | 1   | 20.9 | .507 | .000 | .595 | 4.1 | 1.1 | .4  | 2.1 | 7.6 |
| 2006–07 | Orlando   | 80  | 16  | 23.9 | .454 | .000 | .613 | 5.5 | 1.1 | .6  | 1.8 | 8.0 |
| 2007–08 | Memphis   | 70  | 64  | 23.8 | .438 | .000 | .554 | 6.1 | .8  | .5  | 1.6 | 7.2 |
| 2008–09 | Memphis   | 61  | 15  | 17.0 | .515 | .000 | .562 | 4.3 | .6  | .4  | .8  | 5.5 |
| 2009–10 | New York  | 8   | 0   | 8.9  | .471 | .000 | .000 | 2.3 | .5  | .5  | .1  | 2.0 |
| 2009–10 | Minnesota | 24  | 18  | 25.6 | .492 | .000 | .536 | 5.5 | 1.8 | .8  | 1.4 | 8.3 |
| 2010–11 | Minnesota | 69  | 69  | 24.4 | .469 | .000 | .557 | 5.2 | 1.5 | .8  | 2.0 | 8.8 |
| 2011–12 | Minnesota | 29  | 23  | 16.3 | .454 | .000 | .432 | 3.3 | .6  | .3  | .9  | 4.6 |
| 2012-13 | Boston    | 1   | 0   | 5.0  | .000 | .000 | .000 | 1.0 | .0  | .0  | .0  | .0  |
| Total   | Total     | 467 | 208 | 18.5 | .460 | .000 | .574 | 4.2 | .9  | .4  | 1.3 | 6.0 |

### Playoffs
| Ano   | Equipe  | PJ | PT | MPP  | %TC  | %3P  | %TL   | RPP | APP | ROB | TPP | PPP  |
| ----- | ------- | -- | -- | ---- | ---- | ---- | ----- | --- | --- | --- | --- | ---- |
| 2004  | Detroit | 8  | 0  | 1.8  | .000 | .000 | .250  | .4  | .1  | .1  | .0  | .1   |
| 2005  | Detroit | 9  | 0  | 2.3  | .286 | .000 | 1.000 | .4  | .1  | .0  | .1  | .6   |
| 2007  | Orlando | 4  | 0  | 28.8 | .588 | .000 | .529  | 4.5 | 1.0 | .2  | 1.0 | 12.3 |
| Total | Total   | 21 | 0  | 7.1  | .489 | .000 | .500  | 1.2 | .3  | .1  | .2  | 2.6  |